# 3e division d'infanterie (Australie)
Pour les articles homonymes, voir 3e division.
La 3e division est une division d'infanterie de l'armée australienne. Existante pendant diverses périodes entre 1916 et 1991, elle est considérée comme la « division de l'armée australienne la plus ancienne ».

## Histoire
Elle est formée pour la première fois pendant la Première Guerre mondiale, en tant que division d'infanterie de la force impériale australienne et sert sur le front occidental en France et en Belgique. Durant cette période, l'unité participe à batailles majeures comme celles de Messines, Broodseinde (en), Passchendaele, Amiens, et le canal St Quentin.
Après la guerre, la division est démobilisée en 1919 avant d'être reconstituée en 1921 dans le cadre des Citizen Forces, basées dans le centre de Victoria. Tout au long des années 1920 et 1930, l'établissement de la division fluctue en raison des effets de la Grande Dépression et d'une apathie générale envers les questions militaires.
Pendant la Seconde Guerre mondiale, la division est mobilisée pour la guerre en décembre 1941 et entreprend d'abord des missions défensives en Australie avant d'être déployée en Nouvelle-Guinée en 1943 où elle participe à la campagne Salamaua-Lae contre les Japonais en 1943-1944, avant de retourner en Australie pour le repos et la réorganisation. Fin 1944, ils sont envoyés à Bougainville pour participer à leur dernière campagne de guerre. Là, les troupes entreprennent une série d'avancées à travers l'île avant la fin de la guerre en août 1945.
Après la fin des hostilités, la division est dissoute en décembre 1945 dans le cadre du processus de démobilisation, mais est ensuite reconstituée en 1948 dans le cadre de la force militaire citoyenne. L'unité sert ensuite pendant la guerre froide en tant que formation de réserve jusqu'en 1991, date à laquelle elle est dissoute pour la dernière fois pendant la restructuration de l'armée australienne et que les opérations des forces de terrain australiennes sont passées du niveau divisionnaire aux brigades.